# Спортивное ЛГБТ-сообщество

Федерация ЛГБТ-спорта России, или официально Автономная некоммерческая организация социально-спортивных программ «Спортивное ЛГБТ-сообщество» — российская общественная организация, популяризующая здоровый образ жизни, физическую культуру и спорт в российском ЛГБТ-сообществе. Это первая и единственная в России межрегиональная спортивная ЛГБТ-организация.

## История
Решение о создании Федерации ЛГБТ-спорта было принято во время участия российских спортсменов на Гей-играх в Кёльне в 2010 году. Президентом Федерации был избран Константин Яблоцкий, фигурист-любитель, завоевавший золото в фигурном катании. Команда России состояла из 48 спортсменов - ЛГБТ персон, которые выступили в 8 видах спорта, завоевав одну золотую и две серебряные медали.
2 сентября 2011 года Федерация ЛГБТ-спорта получила государственную регистрацию. Юридическую поддержку при внесении в Единый государственный реестр юридических лиц оказала Российская ЛГБТ-сеть.
В 2017 году Минюст России по результатам проверки трех лет работы НКО «Спортивное ЛГБТ-сообщество» не нашел в ней признаков «политической деятельности» и «экстремизма». На протяжении 20 рабочих дней или 160 часов сотрудники Минюста в период 7 февраля по 9 марта 2017 года изучали документы в «Федерации ЛГБТ-спорта». Проверяющие пришли к выводу, что «деятельность организации не противоречит целям, предусмотренным её Уставом, а именно — оказание услуг в области спорта и социальных услуг ЛГБТ (лесбиянки, геи, бисексуалы и трансгендеры) — сообществу, в том числе реализация социально-спортивных проектов и программ, направленных на охрану здоровья, пропаганды здорового образа жизни, физической культуры и спорта среди представителей ЛГБТ-сообщества и других граждан…»
На сегодняшний момент Федерация ЛГБТ-спорта России объединяет около 1500 индивидуальных участников, более 30-ти спортивных клубов и секций, созданы филиалы в Москве, Санкт-Петербурге, Архангельске, Астрахани, Мурманске, Екатеринбурге, Рязани, Воронеже, Челябинске, Тюмени, Красноярске, Барнауле, Самаре, Волгограде и Краснодаре.
В октябре 2020 года «Федерация ЛГБТ-спорта» России провела красочный праздник на воде, отмечая 10-летие своей общественной деятельности. Всего на торжество собрались почти 200 человек, сообщили его организаторы.
23 декабря 2022 года Федерация ЛГБТ-спорта России внесена в список иностранных агентов. В августе 2023 года с организации был снят статус иностранного агента в связи с её ликвидацией.

## Цели движения
- Формирование и поддержка национальной команды для участия в международных соревнованиях ЛГБТ-спортсменов (Гей-игры, Евроигры, региональные соревнования)
- Проведение соревнований ЛГБТ-спортсменов в России
- Поддержка российских спортивных организаций и клубов для геев и лесбиянок, отдельных ЛГБТ-спортсменов
- Популяризация здорового образа жизни и спорта в ЛГБТ-сообществе

## Деятельность движения

### В России
Федерация ЛГБТ-спорта России совместно с ЖФК «Крылья» провела первый международный ежегодный турнир по мини-футболу среди женских любительских команд «Апрельский Weekend», который прошёл 3 апреля 2011 года. Для участия в турнире были приглашены команды из Киева, Санкт-Петербурга, Архангельска, Рязани. Спортивное мероприятие состоялось в рамках Недели против гомофобии под лозунгами «Спорт против гомофобии» и «Футбол против гомофобии» при поддержке Российской ЛГБТ-сети и Радужной Ассоциации (г. Москва).
В июне 2011 года Федерация ЛГБТ-спорта приняла участие в традиционном спортивно-туристическом слёте геев и лесбиянок на озере Селигер «СЕЛиГеР-2011: Спортивное Единение Лесбиянок и Геев России».
С 23 по 25 сентября 2011 года Федерация ЛГБТ-спорта провела Первый национальный спортивный ЛГБТ-фестиваль «Со спортом вместе…!». В рамках программы спортивного фестиваля состоялись велопробег, торжественное открытие в спорткомплексе им. В.Алексеева, где прошли соревнования по футболу, баскетболу, волейболу, бадминтону и настольному теннису. В фестивале приняли участие более 150 спортсменов.
С 2016 года при поддержке Открытого Института Здоровья реализует проект по профилактике ВИЧ-инфекции среди ЛГБТ/МСМ в городе Нижнем Новгороде.
С 15 по 22 июня 2018 года в открытом FARE московском Доме Разнообразия проходила одноимённая фотовыставка «FOOTBALL ДЛЯ ВСЕХ», организованная Федерацией ЛГБТ-спорта России. На выставке были представлены фотографии с футбольных ЛГБТ-матчей и турниров, проводившихся в России, а также проходили встречи с ЛГБТ-болельщиками, которые делились опытом и рассуждали о преимуществах футбола без дискриминации. В выставочном зале можно было посмотреть фотографии с конференций, направленных на выстраивание диалога со спортивными функционерами, и отражающие важную роль Федерации ЛГБТ-спорта в продвижении разнообразия и принятия ЛГБТ в футболе за последние 7 лет. Основные мероприятия фестиваля прошли в Москве, Санкт-Петербурге и Нижнем Новгороде. Проект Дом разнообразия в Санкт-Петербурге, который представлялся как безопасное и дружественное пространство для болельщиков и горожан от Fare Network и Cup for People с дискуссиями, выставками и вечеринками про разнообразие в футболе и обществе, бесплатным Wi-Fi и просмотром матчей, а ещё с гражданским туристическим центром, открылся не вовремя, организаторам пришлось срочно искать новое место Ещё в нескольких городах России прошли любительские матчи. Спортивные мероприятия в разных городах завершились любительским футбольным турниром в Москве 30 июня.
2 января 2021 года «Федерация ЛГБТ-спорта» России подвела итоги 2020 года, назвав его «самым необычным» за десять лет деятельности, отметив, что год начался оптимистично, но пандемия стала причиной отмены сразу четырёх мероприятий
«Федерация ЛГБТ-спорта» летом 2021 года во время матчей финальной стадии Чемпионата Европы по футболу, некоторые из которых пройдут в Санкт-Петербурге, намерена провести фестиваль «Football для всех».

### В мире
В 2011 году Федерация при поддержке посольства Нидерландов организовала поездку российских спортсменов на Евроигры, которые проходили c 20 по 24 июля в Роттердаме. Россия была представлена командой из 62 атлетов в 9 видах спорта: в футболе, баскетболе, бадминтоне, волейболе, легкой атлетике, теннисе, настольном теннисе, бальных танцах и беге на длинные дистанции. Российская сборная завоевала бронзу в бадминтоне, командную бронзу в волейболе и женском футболе, бронзу в теннисе.
В 2012 году на Евроиграх российская команда заняла второе место по количеству участников и медалей.
В 2014 году с 26 февраля по 2 марта организацией проводились Российские открытые ЛГБТ-игры с целью пропаганды здорового образа жизни, физической культуры и спорта среди представителей ЛГБТ-сообщества и других толерантно настроенных по отношению к ЛГБТ граждан, а также объединения клубов, секций и групп, развивающих различные виды спорта среди лесбиянок, геев, бисексуалов и трансгендеров. В ходе Игр прошли соревнования по 8 видам спорта (бадминтон, баскетбол, волейбол, лыжный спорт, настольный теннис, плавание, теннис и футбол), показательные выступления по видам спорта, не вошедшим в программу Игр (силовые единоборства, армрестлинг, разные направления танцев, фигурное катание и др.), обмен опытом организации спортивных мероприятий в разных регионах России, дискуссии и круглые столы по вопросам развития спортивной жизни ЛГБТ-сообщества. В них выступили почти 300 спортсменов в 6 видах, а с обращением к участникам выступила обладательница «Оскара» Джулианна Мур.
На Гей-Играх-2018 в Париже российские спортсмены установили медальный рекорд — 24 награды (12 золотых). Больше всего медалей россиянам принесли легкоатлеты (9) и танцоры (6). Ещё были награды в волейболе (3), теннисе (2), плавании (2), бадминтоне (1) и боулинге (1). В плавании на 50 м на спине победила Мария Гнатишина, Мария Колпакова взяла золото в беге на 5 км, Святослав Кузовлев выиграл на дистанциях 400 м и 400 м с барьерами.
Российская команда на XVII Европейских спортивных ЛГБТ-играх в Риме, Италия, в 2019 году завоевала 37 медалей, из них 26 — золотые. Это рекорд за все годы участия ЛГБТ-сборной нашей страны в международных спортивных состязаниях подобного уровня. До настоящего времени лучшим достижением российской команды считалось выступление в 2016 году в Хельсинки, когда на пьедестале почета побывали 26 наших спортсменов.

## Коллективные участники
В состав Федерации ЛГБТ-спорта входят следующие спортивные клубы и коллективы:
- Женский футбольный клуб «Крылья», Москва
- Сообщество «Ярославка»
- Женские спортивные команды «А-Мега», Санкт-Петербург
- Женская баскетбольная команда «Бусинки», Санкт-Петербург
- ВелоЛГБТ: Радужные покатушки
- «Радужный лед»
- «Радужная лыжня»
- Школа парного танца 3 Dance
- Петербургская студия бальных танцев «Амстердам»
- Студия бального танца для девушек «Girldance», Москва
- Студия танцев «Q-Dance», Москва
- Студия бальных танцев «Cherry Dance Studio», Москва